# Макија ди Пјано I (Латина)
Макија ди Пјано I је насеље у Италији у округу Латина, региону Лацио.
Према процени из 2011. у насељу је живело 68 становника. Насеље се налази на надморској висини од 6 м.